# La figlia del mago
La figlia del mago è un'opera per ragazzi in due atti di Lorenzo Ferrero su un libretto italiano di Marco Ravasini. È stata completata nel 1981 con il sottotitolo "giocodramma melodioso," charo gioco di parole su "melodramma giocoso." Il libretto, ispirato dal volume di Mario Lavagetto Quei più modesti romanzi: il libretto nel melodramma di Verdi, è scritto in un linguaggio immaginario che sottolinea il carattere di gioco. La musica è una sequenza di numeri chiusi, che si divertono "a parodiare i più comuni topoi operistici."  Scopo dell'opera è mostrare ai ragazzi come funziona l'opera italiana. Accanto a cantanti professionisti, i ragazzi possono assumere ruoli di mimo.

## Esecuzioni
La prima esecuzione con la regìa di Caterina Mattea e la direzione di Jan Latham-Koenig ha avuto luogo a Montepulciano, al Teatro Poliziano, per il Cantiere Internazionale d'Arte il 31 luglio 1981. L'opera ha avuto numerose successive esecuzioni: a Firenze, al Teatro Comunale di Firenze il 23 novembre 1991, a Milano, al Teatro alla Scala l'11 marzo 1992, a Napoli al Teatro di San Carlo il 7 marzo 1995; a Rouen, alla Opéra de Rouen l'8 novembre 1992, a Mâcon, alla Scène Nationale il 27 marzo 1993; a Palm Beach, alla Palm Beach Opera il 17 ottobre 1993; a Helsinki, al Finnish National Theatre il 4 maggio 1994; a Brighton, al Brighton Festival il 22 maggio 1997; a Milano, come progetto scolastico dei licei Caravaggio e Carducci il 22 maggio 2000; e a Kiel, alla  Fischmarkthalle Kiel-Wellingdorf il 30 maggio 2008.

## Compagnia di canto della prima
| Personaggio                                                                           | Registro vocale   | Compagnia della prima, 31 luglio 1981 (Direttore: Jan Latham-Koenig) |
| ------------------------------------------------------------------------------------- | ----------------- | -------------------------------------------------------------------- |
| Principessa Soprano, figlia di Re Basso                                               | soprano           | Lauretta Perasso                                                     |
| Principe Tenore, figlio di Re Baritono                                                | tenore lirico     | Gianni Mastino                                                       |
| Re Baritono                                                                           | baritono verdiano | Denis Krief                                                          |
| Re Basso, il mago                                                                     | basso             | Roberto Scandiuzzi                                                   |
| Mimi, marinai, soldati, un cavallo fantastico, uno strano uccello, un monstro marino. |                   |                                                                      |

## Trama
Atto I
In una notte buia e tempestosa una nave fa un disperato tentativo di attracco. Il principe Tenore torna da un luogo esotico con la sua fidanzata, la principessa Soprano, e con attraenti ricordi di viaggio, fra cui due animali esotici. Ma il padre di Tenore, re Baritono, disdegna risolutamente la principessa, sia perché straniera, sia perché figlia di un mago. Il padre di Soprano, il re Basso, arriva accompagnato dal fedele mostro marino e cerca di persuadere la figlia a tornare a casa. Ma di fronte al suo rifiuto, usa i poteri magici per far sì che gli animali esotici attacchino la corte di re Baritono. Durante la battaglia che ne segue, Tenore accorre in difesa del padre e riesce a salvarlo. Ma nonostante il valore dimostrato gli viene ancora rifiutato il permesso di sposare Soprano.
Atto II
Nella sua camera da letto re Baritono ha il sonno agitato. Entra il mostro marino di re Basso e sta per attaccarlo, ma ancora una volta Tenore accorre e mette in fuga il mostro. Svegliandosi, re Baritono coglie Tenore con la spada in mano e lo accusa di tentato patricidio, condannando Tenore e Soprano a morte e mettendoli in prigione. Proprio nel momento in cui stanno per essere giustiziati, interviene re Basso per liberare sua figlia, ma lei si impadronisce della bacchetta magica del padre e lancia un incantesimo che costringe i due padri ad una danza frenetica, finché non chiedono pietà e non danno il loro consenso al matrimonio. Una gioia generale accompagna la preparazione della cerimonia nuziale. Tutti partecipano, compresi i due animali fantastici e il mostro marino.